# Sigetec
Sigetec falu Horvátországban Kapronca-Kőrös megyében. Közigazgatásilag Peteranechez tartozik.

## Fekvése
Kaproncától 9 km-re északkeletre, községközpontjától 4 km-re keletre a Dráva jobb partján fekszik.

## Története
A települést 1335-ben még "Otok" néven említik először. Akkoriban a Drávának egy szigetén feküdt, innen származik a neve. A településen a 16. században végvári erősséget építettek, melyet 1586-ban említenek először. Szerepe a 17. század végén a török veszély elmúltával megszűnt, nyoma sem maradt. A 17. század elején kápolna állt itt. A település 1659-ben a kaproncai uradalomhoz és a dörnyei plébániához tartozott, de 1789-ben megalapították önálló plébániáját. A 18. század közepén a katonai határőrvidék része lett, mely a 19. század második felében szűnt meg és visszatért a polgári közigazgatás. 1857-ben 1659, 1910-ben 2049 lakosa volt. Tűzoltóegyletét 1879-ben alapították. 1920-ig Belovár-Kőrös vármegye Kaproncai járásához tartozott. 2001-ben a falunak 1240 lakosa volt.

## Nevezetességei
- Szent Márk evangélista tiszteletére szentelt római katolikus plébániatemploma[2] egyhajós épület téglalap alaprajzú hajóval, keskenyebb, lekerekített szentéllyel és a nyugati főhomlokzat középső tengelyében emelkedő harangtoronnyal. Belső tere boltozatos, övekkel elválasztott csehsüvegboltozattal. A nyugati főhomlokzatot a pilaszterek három függőleges mezőre osztják, amelyek közül a középsőben a téglalap alakú portál és a felette lévő ablak található. A templomtól délre található a plébániaház, egy klasszicista földszintes ház jellegzetességeivel. Az épület négyszögletes alaprajzú, és hosszabb tengelye az utcára néz. A templom 1805 és 1812 között, a plébánia pedig is a 19. század első felében épült klasszicista stílusban.